# FC Arouca
FC Arouca är en sportklubb i Arouca i Portugal. Klubben bildades 1951.

## Stadion
FC Arouca spelar sina hemmamatcher på Estádio Municipal de Arouca. Arenan invigdes 2006 och har idag en publikkapacitet på 5 000.

## Placering tidigare säsonger
| Säsong    | Nivå | Liga          | Placering | Referens | Notering                               |
| --------- | ---- | ------------- | --------- | -------- | -------------------------------------- |
| 2010/2011 | 2    | Segunda Liga  | 5         | [ 3 ]    |                                        |
| 2011/2012 | 2    | Segunda Liga  | 13        | [ 4 ]    |                                        |
| 2012/2013 | 2    | Segunda Liga  | 2         | [ 5 ]    |                                        |
| 2013/2014 | 1    | Primeira Liga | 12        | [ 6 ]    |                                        |
| 2014/2015 | 1    | Primeira Liga | 16        | [ 7 ]    |                                        |
| 2015/2016 | 1    | Primeira Liga | 5         | [ 8 ]    |                                        |
| 2016/2017 | 1    | Primeira Liga | 17        | [ 9 ]    | Nedflyttad till LigaPro                |
| 2017/2018 | 2    | LigaPro       | 6         | [ 10 ]   |                                        |
| 2018/2019 | 2    | LigaPro       | 16        | [ 11 ]   | Nedflyttad till Campeonato de Portugal |
|           |      |               |           |          |                                        |
| 2022/2023 | 1    | Primeira Liga | 5         | [ 12 ]   |                                        |